# Domaine de la Confiance
Le domaine de la Confiance, ou domaine Carrère, est un domaine de l'île de La Réunion, département d'outre-mer français dans le sud-ouest de l'océan Indien. Le site se trouve au 51, domaine de la Confiance, à Saint-Benoît. Il comprend une ancienne usine sucrière et un jardin inscrits à l'inventaire supplémentaire des Monuments historiques depuis le 29 mars 1996, mais surtout une maison principale et ses dépendances classées depuis le 9 août 1996,.